# دیوید کوری (بازیکن فوتبال)
دیوید کوری (انگلیسی: David Currie؛ زادهٔ ۲۷ نوامبر ۱۹۶۲) بازیکن فوتبال اهل بریتانیا است.
از باشگاه‌هایی که در آن بازی کرده‌است می‌توان به باشگاه فوتبال ناتینگهام فارست، باشگاه فوتبال اولدهام اتلتیک، باشگاه فوتبال دارلینگتون، باشگاه فوتبال بارنزلی، باشگاه فوتبال روترهام یونایتد، باشگاه فوتبال کارلایل یونایتد، باشگاه فوتبال هادرزفیلد تاون، و باشگاه فوتبال میدلزبرو اشاره کرد.